# Oskarsparken

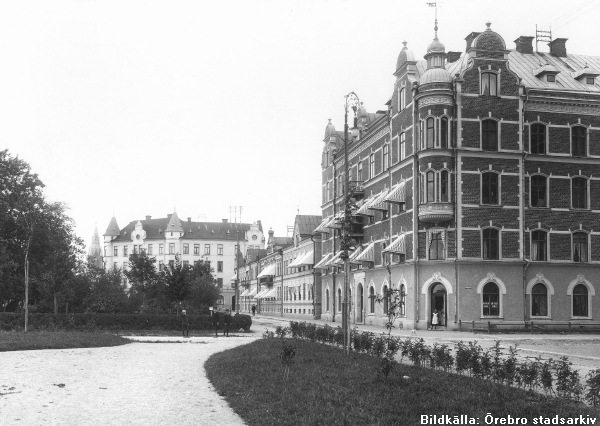
Oskarsparken år 1903.

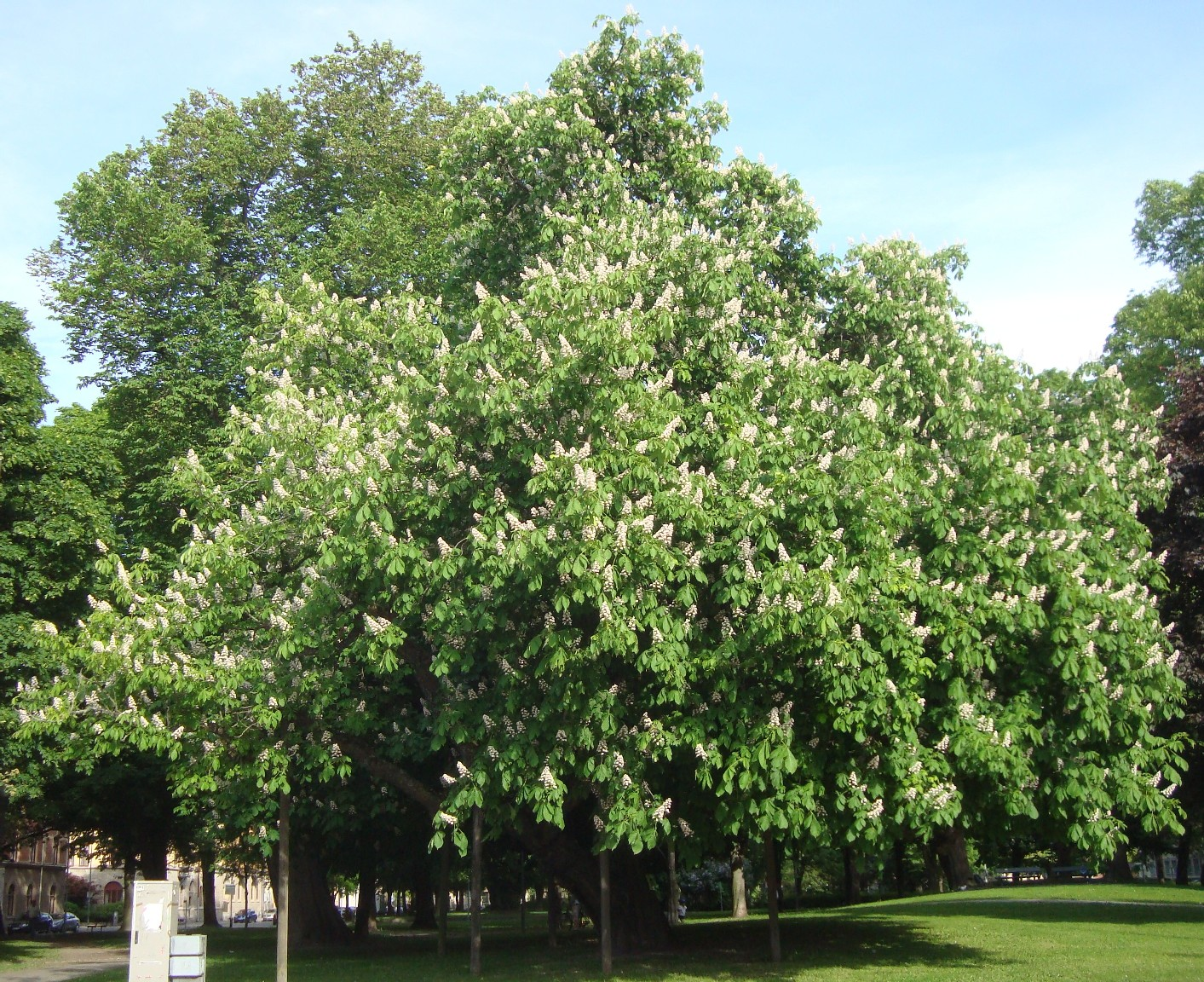
von Akens kastanj 2010.

Oskarsparken är en park på Öster i Örebro. Den utgör en förlängning av Stortorget. Parken gränsar till Trädgårdsgatan, Akensgatan och Mogatan och övergår i Oskarsplatsen i öster. Parken korsas också av Manillagatan.

## Historik
Parken uppstod år 1885 ur Apoteksträdgården som låg här förut. Den hade anlagts av apotekare Franz Joakim von Aken på 1700-talet, eller möjligen före hans tid. I trädgården odlades medicinalväxter. Som minne från den tiden finns ännu "von Akens kastanj", och en gata uppkallad efter honom, Akensgatan.
Mot slutet av 1800-talet fanns Ekströmska trädgården, där Oskarsparken nu ligger. Där bedrev Johan Petter Ekström ett sommarannex till sin värdshusrörelse som låg där Fenix-huset ligger idag.

## Oskarsparken efter 1885
Kring parken ligger större flerfamiljshus, de flesta byggda vid sekalskiftet 1900. Vid Oskarsparken låg tidigare Risbergska skolan, och vid Oskarsplatsen låg Engelbrektsskolan.